# آستین مورفی
آستین مورفی (انگلیسی: Austin Murphy; ۱۷ ژوئن ۱۹۲۷ – ۱۳ آوریل ۲۰۲۴) سیاست‌مدار اهل ایالات متحده آمریکا بود. او در سال‌های ۱۹۷۷ تا ۱۹۹۵ به عنوان عضو دموکرات مجلس نمایندگان آمریکا از پنسیلوانیا فعالیت داشت.